# Skunk znamenaný
Skunk znamenaný (Conepatus semistriatus) je šelma z čeledi skunkovití (Mephitidae). Popsal jej Pieter Boddaert roku 1785. Druh je rozšířen v neotropické oblasti, jeho výskyt se táhne od jižního Mexika až po severní Andy v Jižní Americe, izolovaná populace žije ve východní části Brazílie. Mezinárodní svaz ochrany přírody považuje druh za málo dotčený.

## Popis
Skunk znamenaný je středně velkým druhem, délka těla činí 33 až 50 cm, délka ocasu 13,3 až 30,9 cm a celková hmotnost pak 1 400 až 3 500 g. Samci jsou podobně jako u jiných příbuzných druhů větší než samice (pohlavní dimorfismus). Zbarvení těla je černé s bílým ocasem. Od zátylku se přes hřbet táhnou dva bílé pruhy oddělené úzkým černým pruhem. Směrem k ocasu bílé pruhování mizí. Celkový zubní vzorec činí 3.1.2.13.1.3.2 × 2 = 32 zubů.

## Ekologie a chování
Biotop skunka znamenaného se mění v průběhu roku. Během období dešťů se tento druh soustředí na listnaté lesy ve vyšších nadmořských výškách, zatímco v období sucha dává přednost rozmanitějším stanovištím včetně luk, křovinatých lesů a otevřených oblastí. Během roku se mění také rozloha domovského území, jež v období sucha může činit i přes 50 ha, zatímco v období dešťů, kdy je k dispozici větší množství potravy, i méně než 20 ha. Je to samotářské zvíře aktivní v noci. Pátrá po hmyzu a jiných bezobratlých, ale přiživuje se i ovocem nebo menšími druhy obratlovců. Stejně jako ostatní skunkové, i skunk znamenaný se brání pomocí sekretů z análních žláz. O rozmnožování tohoto druhu není známo mnoho informací. U ostatních druhů z rodu dochází k páření brzy na jaře. Samice po asi dvou měsících březosti porodí čtyři mláďata.

## V zajetí
K 1. lednu 2021 skunka znamenaného nechovala žádná evropská zoologická instituce.